# Huron (Kansas)
Huron és una població dels Estats Units a l'estat de Kansas. Segons el cens del 2000 tenia 87 habitants.

## Demografia
Segons el cens del 2000, Huron tenia 87 habitants, 27 habitatges, i 24 famílies. La densitat de població era de 39,5 habitants/km².
Dels 27 habitatges en un 37% hi vivien nens de menys de 18 anys, en un 59,3% hi vivien parelles casades, en un 11,1% dones solteres, i en un 11,1% no eren unitats familiars. En l'11,1% dels habitatges hi vivien persones soles el 3,7% de les quals corresponia a persones de 65 anys o més que vivien soles. El nombre mitjà de persones vivint en cada habitatge era de 3,22 i el nombre mitjà de persones que vivien en cada família era de 3,38.
Per edats la població es repartia de la següent manera: un 39,1% tenia menys de 18 anys, un 9,2% entre 18 i 24, un 28,7% entre 25 i 44, un 16,1% de 45 a 60 i un 6,9% 65 anys o més.
L'edat mediana era de 29 anys. Per cada 100 dones de 18 o més anys hi havia 120,8 homes.
La renda mediana per habitatge era de 30.625 $ i la renda mediana per família de 43.750 $. Els homes tenien una renda mediana de 21.750 $ mentre que les dones 26.250 $. La renda per capita de la població era de 10.776 $. Entorn del 20% de les famílies i el 34,8% de la població estaven per davall del llindar de pobresa.

## Poblacions més properes
El següent diagrama mostra les poblacions més properes.